# Istrisches Ypsilon

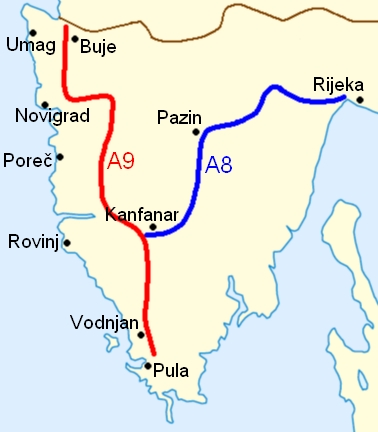
Das „Istrische Ypsilon“ als Straßenkarte

Als Istrisches Ypsilon (kroatisch Istarski ipsilon) bezeichnet man das System von Autobahnen auf dem kroatischen Teil der Halbinsel Istrien. Das System besteht aus zwei Autobahnen, der A8 und A9, die sich bei Kanfanar vereinen. Somit entsteht auf der Landkarte eine Ypsilon-Form. Die Autobahnen auf der Halbinsel Istrien werden von der privaten Betreibergesellschaft Bina-Istra verwaltet.
Das istrische Ypsilon umfasst die folgenden Autobahnen:
- A9: Umag–Pula (80 km)
- A8: Kanfanar–Pazin–Matulji (nahe Rijeka) (65 km)

Die A9 verläuft von der slowenischen Grenze im Norden über Umag und Poreč nach Pula, das nahe an der Südspitze der istrischen Halbinsel liegt. Die A8 verläuft in West-Ost-Richtung von der A9 nach Rijeka. Der Schnittpunkt beider Verbindungen liegt bei Kanfanar, so ergibt sich auf der Landkarte die Form eines Ypsilons.
Auf der A9 zwischen Umag und Kanfanar wurde der Ausbau zur durchgehend vierspurigen Strecke am 13. Juni 2011 abgeschlossen. Ausnahmen davon sind die mautpflichtige Mirna-Brücke und das Limska-Draga-Viadukt. Die A9 zwischen Kanfanar und Pula ist vierspurig ausgebaut. Die A8 zwischen Kanfanar und Matulji führt durch topografisch anspruchsvolleres Gebiet als die A9, unter anderem durch den Učka-Tunnel. Mit Stand 2024 ist der Abschnitt zwischen Kanfanar und Vranja (letzte Ausfahrt vor dem Učka-Tunnel) vierspurig ausgebaut. Die zweite Röhre des Učka-Tunnels ist im September 2024 für den Verkehr freigegeben worden.
Derweil wird in Betracht gezogen, dass das istrische Ypsilon zu einem istrischen X erweitert werden soll. Es soll eine Autobahn zwischen Kanafar nach Labin gebaut werden.